# Jama (sanskrt)
Jama (Yama) je v sanskrtski izraz, ki pomeni samoobladovanje.
Jama, ki je Surjev sin je v najstarejših indoevropskih pisanih spomenikih, napisanih v sanskrtu prednik človeškega rodu in prvi smrtnik, ki vsem naslednikom kaže pot v kraljestvo očetov.